# 쓰지촌 (가가와현)
쓰지촌(일본어: 辻村)은 일본 가가와현 미토요군에 있던 촌이다. 현재의 미토요시에 해당한다.

## 역사
- 1890년 2월 15일 - 정촌제 시행에 수반해 미노군 오카모토촌, 시모다카노촌이 합병해 구와야마촌이 성립하였다.
- 1899년 3월 16일 - 군의 통합에 의해 미토요군이 되었다.
- 1955년 4월 1일 - 고우치촌, 사이타오노촌, 고다촌과 합병해 야마모토촌이 성립해 소멸하였다.

## 참고 문헌
- 角川日本地名大辞典編纂委員会, 『角川日本地名大辞典 43 香川県』, 1985, 角川書店
- 四国新聞社 編『香川年鑑』 昭和30年、四国新聞社、高松市、1954年11月30日。doi:10.11501/3022103。 NCID BB10788678。OCLC 673819408。